# Tým Česko
Tým Česko je platforma šesti státních institucí, které podporují české podnikatele. Vznikla v květnu 2018.,  Ve spolupráci s Ministerstvem průmyslu a obchodu ČR budou firmám nabízet společnou komplexní podporu. Podnikatelé by se tak díky vytvořenému Týmu Česko měli lépe orientovat ve službách jednotlivých organizací a snáze tak získat přístup k veřejné podpoře.

## Členové Týmu Česko
- CzechInvest
- CzechTrade
- Česká exportní banka
- Českomoravská záruční a rozvojová banka
- Exportní garanční a pojišťovací společnost
- Technologická agentura ČR